# Gustavo Núñez (beisbolista)
Gustavo Nuñez (San Pedro de Macorís, 8 de febrero de 1988) es un Infielder dominicano de béisbol profesional que es agente libre. Núñez firmó con los Detroit Tigers como agente libre internacional en 2007.

## Carrera profesional

### Detroit Tigers
Núñez firmó como agente libre internacional con los Detroit Tigers el 3 de mayo de 2007. Hizo su debut profesional con los DSL Tigers. En 2008, jugó para los GCL Tigers y los High-A Lakeland Flying Tigers , bateando .235 en 58 juegos. Núñez dividió la temporada 2009 entre los GCL Tigers y los Single-A West Michigan Whitecaps , bateando .276 / .333 / .386 con 5 jonrones y 26 carreras impulsadas. En enero de 2010, Baseball America nombró a Núñez como el prospecto # 7 en la organización de los Tigres y el mejor jugador de cuadro defensivo en la organización de los Tigres. En 2010, regresó a Lakeland, cortando .222 / .263 / .281 con 2 jonrones y 33 carreras impulsadas en 128 juegos. En 2011, dividió el año entre Lakeland y los Erie SeaWolves Double-A, acumulando una línea de .276 / .333 / .386 con 5 jonrones y 26 carreras impulsadas. En 2011, mientras jugaba para Lakeland, fue nombrado miembro del equipo All-Star de mitad de temporada de la Liga Estatal de Florida.
El 8 de diciembre de 2011, los Piratas de Pittsburgh seleccionaron a Núñez de los Tigres en el draft de la Regla 5. En febrero de 2012, Núñez fue colocado en la lista de lesionados por 60 días por una lesión en el tobillo. La lesión lo mantuvo fuera de los juegos hasta el 13 de agosto de 2012, cuando comenzó una asignación de rehabilitación con los Piratas de la Liga de la Costa del Golfo, y también se rehabilitó con los High-A Bradenton Marauders y la Double-A Altoona Curve. Terminó la temporada 2012 en la lista de lesionados. El 26 de octubre de 2012, los Diamondbacks de Arizona reclamaron a Núñez, con las restricciones de la Regla 5 aún vigentes. El 21 de diciembre, los Diamondbacks devolvieron a Núñez a los Tigres. Pasó la temporada con las Toledo Mud Hens de Triple-A , bateando .194 / .242 / .215 sin jonrones y 4 carreras impulsadas. Fue puesto en libertad por la organización Tigers el 24 de octubre de 2013.

### Atlanta Braves
El 30 de noviembre de 2013, Núñez firmó un contrato de ligas menores con la organización Atlanta Braves. Pasó la temporada 2014 con los Bravos de Mississippi Doble-A y bateó .301 / .353 / .373 con 2 jonrones y 31 RBi en 97 juegos con el equipo.

### Pittsburgh Pirates
El 18 de noviembre de 2014, Núñez firmó un contrato de ligas menores con la organización Pittsburgh Pirates. Pasó la temporada 2015 con los Indianapolis Indians de Triple-A, bateando .276 / .326 / .329 con 2 jonrones y 24 carreras impulsadas en 103 juegos. El 6 de noviembre de 2015 eligió la agencia libre.

### Detroit Tigers (second stint)
El 11 de enero de 2016, Núñez firmó un contrato de ligas menores para regresar a la organización de los Detroit Tigers. Pasó la temporada 2016 con Double-A Erie, registrando una línea de .279 / .350 / .348 con 2 jonrones y 31 carreras impulsadas en 86 juegos. Comenzó la temporada 2017 con Erie antes de ser liberado por Detroit el 27 de abril de 2017.

### New York Mets
El 11 de mayo de 2017, Núñez firmó un contrato de ligas menores con la organización de los New York Mets. Terminó la temporada con los Binghamton Rumble Ponies Doble-A , registrando una línea de .270 / .307 / .344 con 1 jonrón y 24 carreras impulsadas. El 6 de noviembre eligió la agencia libre.

### Tecolotes de los Dos Laredos
El 3 de mayo de 2018 Núñez firmó con los Tecolotes de los Dos Laredos de la Liga Mexicana de Béisbol. En 22 juegos con los Tecolotes, Núñez bateó .259 / .333 / .341 con 1 jonrón y 6 carreras impulsadas.

### Somerset Patriots
El 5 de marzo de 2020, Núñez firmó con los Somerset Patriots de la independiente Liga Atlántica de Béisbol Profesional. Sin embargo, Núñez no jugó en un partido en 2020 debido a la cancelación de la temporada de la Liga Atlántica debido a la pandemia de COVID-19. Se convirtió en agente libre después de un año.

## Carrera internacional
Núñez fue incluido en el equipo nacional de béisbol de República Dominicana para los Juegos Olímpicos de Verano de 2020.